# Mördarna vid Abhinav Kala Mahavidyalaya
Rajendra Jakkal, Dilip Dhyanoba Sutar, Shantaram Kanhoji Jagtap och Munawar Harun Shah var konststuderade vid Abhinav Kala Mahavidyalaya, Tilak Road, Pune, Indien. 1976-1977 begick de en serie mord vilket efter rättsprocesser ledde till att de hängdes i november 1983.